# Hoofdklasse (Schach) 1967/68
In der Hoofdklasse 1967/68 wurde die 45. niederländische Mannschaftsmeisterschaft im Schach ausgespielt.
Rotterdam und Vereenigd Amsterdamsch Schaakgenootschap lieferten sich einen Zweikampf um den Titel, der am Ende Rotterdam mit einem Punkt Vorsprung vorne sah. Der Titelverteidiger Philidor Leeuwarden musste sich mit dem 5. Platz begnügen.
Aus der Klasse 1 waren Watergraafsmeer und Charlois aufgestiegen. Beide Aufsteiger erreichten den Klassenerhalt, während Utrecht und der Amsterdamsche Schaakclub absteigen mussten.

## Abschlusstabelle
| Pl. | Verein                                   | Sp | G | U | V | MP   | Brett-P.  |
| --- | ---------------------------------------- | -- | - | - | - | ---- | --------- |
| 01. | Rotterdam                                | 7  | 4 | 2 | 1 | 10:4 | 42,5:27,5 |
| 02. | Vereenigd Amsterdamsch Schaakgenootschap | 7  | 4 | 1 | 2 | 9:5  | 35,5:34,5 |
| 03. | Philidor Leiden                          | 7  | 4 | 0 | 3 | 8:6  | 39,0:31,0 |
| 04. | Watergraafsmeer (N)                      | 7  | 3 | 1 | 3 | 7:7  | 31,5:38,5 |
| 05. | Philidor Leeuwarden (M)                  | 7  | 2 | 2 | 3 | 6:8  | 32,5:37,5 |
| 06. | Charlois (N)                             | 7  | 3 | 0 | 4 | 6:8  | 31,5:38,5 |
| 07. | Utrecht                                  | 7  | 2 | 1 | 4 | 5:9  | 36,5:33,5 |
| 08. | Amsterdamsche Schaakclub                 | 7  | 2 | 1 | 4 | 5:9  | 31,0:39,0 |

### Entscheidungen
|     | Niederländischer Mannschaftsmeister: Rotterdam               |
|     | Absteiger in die Klasse 1: Utrecht, Amsterdamsche Schaakclub |
| (M) | Meister der letzten Saison                                   |
| (N) | Aufsteiger der letzten Saison                                |

### Kreuztabelle
| Ergebnisse | Ergebnisse                               | 01. | 02. | 03. | 04. | 05. | 06. | 07. | 08. |
| ---------- | ---------------------------------------- | --- | --- | --- | --- | --- | --- | --- | --- |
| 01.        | Rotterdam                                |     | 8½  | 6   | 7   | 6½  | 4½  | 5   | 5   |
| 02.        | Vereenigd Amsterdamsch Schaakgenootschap | 1½  |     | 4½  | 7   | 5   | 6   | 5½  | 6   |
| 03.        | Philidor Leiden                          | 4   | 5½  |     | 8   | 7   | 4½  | 5½  | 4½  |
| 04.        | Watergraafsmeer                          | 3   | 3   | 2   |     | 5   | 6   | 7   | 5½  |
| 05.        | Philidor Leeuwarden                      | 3½  | 5   | 3   | 5   |     | 5½  | 3   | 7½  |
| 06.        | Charlois                                 | 5½  | 4   | 5½  | 4   | 4½  |     | 2   | 6   |
| 07.        | Utrecht                                  | 5   | 4½  | 4½  | 3   | 7   | 8   |     | 4½  |
| 08.        | Amsterdamsche Schaakclub                 | 5   | 4   | 5½  | 4½  | 2½  | 4   | 5½  |     |